# Горошко Олена Ігорівна
Горошко Олена Ігорівна (нар. 30 березня 1965, Харків) — українська науковиця, професорка, докторка соціологічних наук, докторка філологічних наук.

## Життєпис
Горошко Олена Ігорівна народилася 30 березня 1965 року у Харкові.
У 1982 році після закінчення ЗОШ І-III ступенів № 51 м. Харкова, 1987 році закінчила Харківський державний університет, спеціальність філологія.
У 1987—1988 рр. працювала за спеціальністю в Харківському НДІ судових експертиз ім. М. С. Бокаріуса Міністерства юстиції України.
У 1988—2022 рр. — працює у «Харківському політехнічному інституті» на посадах лаборантка, викладачка, доцент, професор, завідувачка кафедри міжкультурної комунікації та іноземної мови. Стажувалася в Інституті Інтернету Оксфордського університету (Великобританія), Айовському університеті (США).
У 1996 році захистила кандидатську дисертацію.
У 2000 році отримала вчене звання доцента.
У 2001 році захистила докторську дисертацію за фахом «Теорія мови» та отримала вчене звання доктор філологічних наук.
У 2010 році захистила докторську дисертацію з соціології.
У 2011 році отримала вчене звання професора.

## Громадська активність
У 2015 році обрана депутаткою Харківської міської ради 7 скликання, стала членом постійної комісії Харківської міської ради з гуманітарних питань (освіта, культура, духовність, молодіжна політика та спорт).

## Творчий доробок
Авторка 6 монографій, 10 навчальних посібників, 1 словник та понад 270 наукових фахових статей, виданих в Україні та за кордоном;
Наукова керівниця 6-ти успішно захищених кандидатських дисертацій.

## Нагороди та відзнаки
2010 р. — подяка Міністра освіти та науки України.